# Waldemar Smolarek

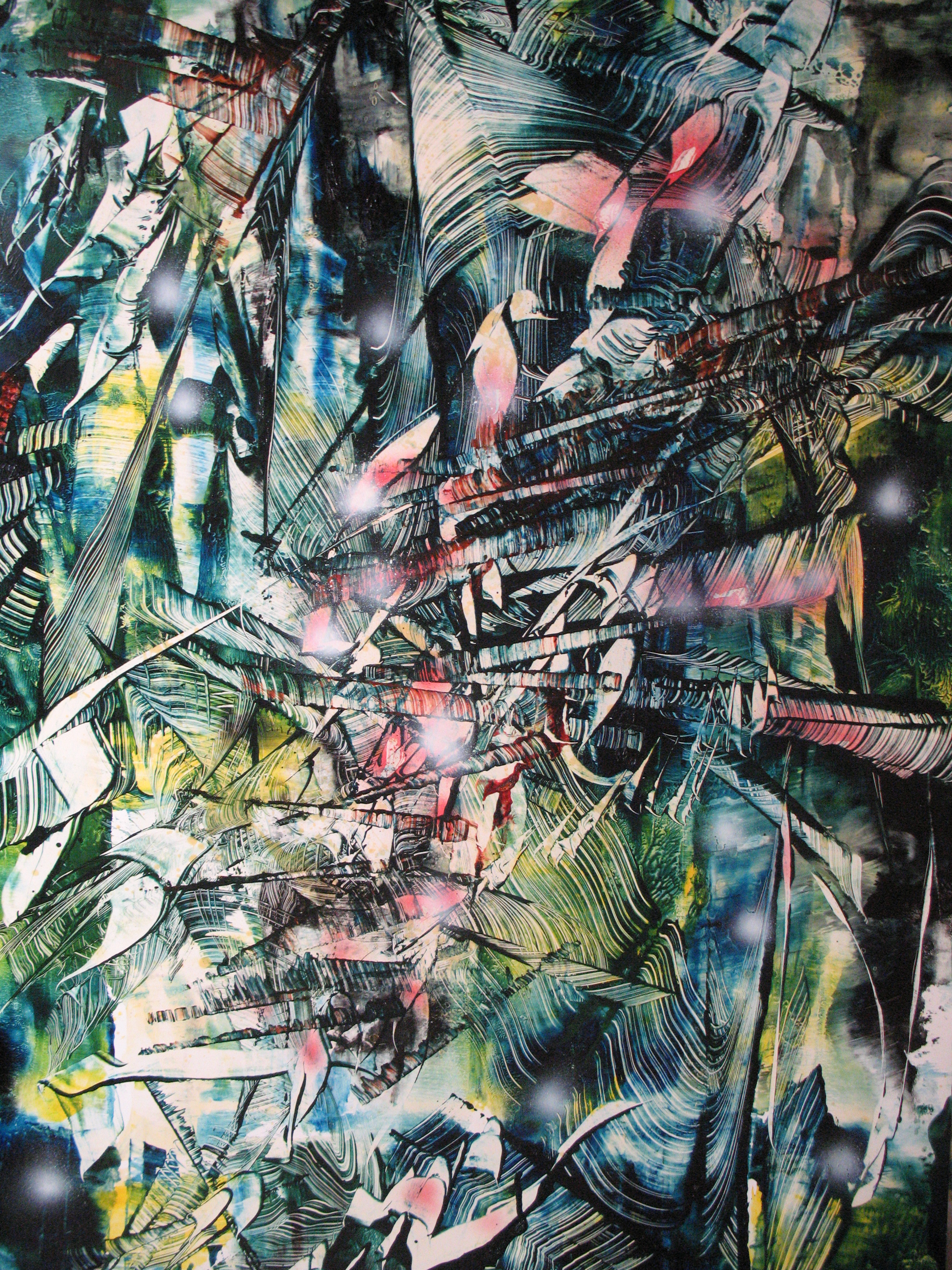
Peinture Abstract Oil de Waldemar Smolarek

Waldemar Smolarek, né le 5 septembre 1937 à Varsovie (Pologne) et mort le 22 août 2010, est un peintre polonais.
Il commença à peindre à l’âge de 9 ans en autodidacte. Il étudia ensuite la peinture à l’école d’Art de Varsovie rue Mysliwiecka jusqu’en 1953, puis en cours particuliers avec Z. Tomkiewicz et A. Kobzdej tous deux professeurs à l’Académie des Beaux-Arts de Varsovie et continua de se perfectionner avec un éminent professeur, le grand peintre W. Sliwinski.
Durant l'année 1972 Smolarek était professeur (en éducation continue) et enseignait à l'Université de la Colombie-Britannique au Canada. Il a étudié et vécu en Pologne, Danemark, Suède, Allemagne, Angleterre, États-Unis. Aujourd'hui il vit et travaille au Canada, à Vancouver.
Les œuvres de Smolarek ont été exposées dans toute l'Europe, aux États-Unis et au Canada. Elles sont présentes dans de nombreuses collections privées (Albert Einstein et Leopold Infeld en possèdent) et publiques, notamment au musée d'art moderne de Miami.